# Petén (departement)
Petén is een departement van Guatemala, gelegen in het noorden van het land. Petén grenst aan de departementen Izabal en Alta Verapaz, aan Belize, en aan de Mexicaanse staten Chiapas, Tabasco, Campeche en Quintana Roo. De hoofdstad van het departement is Flores.
Met 35.854 km² is Petén veruit het grootste departement van het land; het neemt ongeveer een derde van het grondgebied van Guatemala in. Er wonen 545.600 mensen (2018).
Meer dan de helft van het departement Petén wordt ingenomen door het in het noorden gelegen Maya-biosfeerreservaat, wat bestaat uit bijna ononderbroken oerwouden. Geologisch gezien maakt het deel uit van het Bekken van Petén.

## Geschiedenis
Petén wordt voornamelijk bewoond door Maya's. Er zijn nog talloze ruïnes van Mayasteden te vinden, waaronder die van El Mirador, Tikal, Seibal en Uaxactun. Tijdens de klassieke periode van de Mayatijd was Petén het kernland van het Mayagebied. In 750 leefden hier miljoenen mensen, en was het een van de dichtstbevolkte gebieden (volgens sommigen meer dan 1000 pers./km²) ter wereld. Overbebouwing zorgde echter voor een ecologische ramp, en in de negende eeuw werden de meeste steden verlaten. Het gebied bleef evenwel bewoond. Pas in de zeventiende eeuw wisten de Spaanse veroveraars Petén geheel te onderwerpen. De laatste Mayastad, Tayasal, viel in 1697.
Het gebied was zo ondoordringbaar dat toen de Guatemalteekse president Rafael Carrera in de jaren 1840 een leger naar het gebied stuurde, Mexico, dat het gebied ook opeiste, het de moeite niet waard vond en de Guatemalteken hun zin gaf. Vanaf de jaren 1960 werd het departement geleidelijk aan ontsloten maar de eerste verharde weg werd pas in 1982 aangelegd.

## Gemeenten
Petén is ingedeeld in veertien gemeenten:
- Dolores
- El Chal
- Flores
- La Libertad
- Las Cruces
- Melchor de Mencos
- Poptún
- San Andrés
- San Benito
- San Francisco
- San José
- San Luis
- Santa Ana
- Sayaxché

## Trivia
- Het departement gaf ook haar naam aan één van de oude Maya-architectuurstijlen, namelijk de Petènstijl.

Alta Verapaz · Baja Verapaz · Chimaltenango · Chiquimula · El Progreso · Escuintla · Guatemala · Huehuetenango · Izabal · Jalapa · Jutiapa · Petén · Quetzaltenango · Quiché · Retalhuleu · Sacatepéquez · San Marcos · Santa Rosa · Sololá · Suchitepéquez · Totonicapán · Zacapa